# Persone di nome Bertrand
| Questa pagina contiene informazioni ricavate automaticamente dalle voci biografiche con l'ausilio del template Bio e di un bot. L'aggiornamento è periodico e automatico e ricostruisce completamente la pagina. Se manca una persona in questa lista, sei pregato di non aggiungerla, ma accertati piuttosto che la sua voce biografica contenga il template Bio e che i dati anagrafici siano correttamente compilati. Se il template Bio manca, inseriscilo tu stesso o, in alternativa, metti l'avviso {{tmp\|Bio}} che ne segnala la mancanza. Se i dati riportati sono sbagliati, correggi direttamente la voce biografica; le modifiche saranno visibili in questa lista entro pochi giorni. Per chiarimenti vedi il progetto antroponimi. La lista contiene solo le 56 persone che sono citate nell'enciclopedia e per le quali è stato implementato correttamente il template Bio. Pagina aggiornata al 22 giu 2025. |

Questa è una lista di persone presenti nell'enciclopedia che hanno il nome Bertrand, suddivise per attività principale.

## Allenatori di calcio(1)
- Bertrand Crasson, allenatore di calcio e ex calciatore belga (Bruxelles, n. 1971)

## Arbitri di calcio(1)
- Bertrand Layec, ex arbitro di calcio francese (Vannes, n. 1965)

## Architetti(1)
- Bertrand Lavier, architetto francese (Châtillon-sur-Seine, n. 1949)

## Aviatori(2)
- Bertrand Piccard, aviatore e psichiatra svizzero (Losanna, n. 1958)
- Bertrand Pujo, aviatore, generale e politico francese (Orignac, n. 1878 - Orignac, † 1964)

## Calciatori(8)
- Yves Baraye, calciatore senegalese (Dakar, n. 1992)
- Bertrand Grell, ex calciatore trinidadiano (Fyzabad, n. 1944)
- Bertrand Kaï, calciatore (Hienghène, n. 1983)
- Bertrand Ketchanke, ex calciatore mauritano (Douala, n. 1980)
- Bertrand Laquait, ex calciatore francese (Vichy, n. 1977)
- Bertrand Marchand, calciatore e allenatore di calcio francese (Dinan, n. 1953 - Éréac, † 2023)
- Bertrand Robert, ex calciatore francese (Saint-Benoît, n. 1983)
- Bertrand Traoré, calciatore burkinabé (Bobo-Dioulasso, n. 1995)

## Cantautori(1)
- Bertrand Cantat, cantautore e musicista francese (Pau, n. 1964)

## Cardinali(6)
- Bertrand de Saint-Martin, cardinale, arcivescovo cattolico e monaco cristiano francese (Arles - Lione, † 1277)
- Bertrand de Montfavès, cardinale francese (Castelnau-Montratier - Avignone, † 1342)
- Bertrand des Bordes, cardinale francese (Avignone, † 1311)
- Bertrand de Chanac, cardinale e patriarca cattolico francese (Allassac - Avignone, † 1401)
- Bertrand de Cosnac, cardinale, vescovo cattolico e diplomatico francese (Brive - Avignone, † 1374)
- Bertrand de La Tour, cardinale francese (Camboulit - Avignone)

## Cavalieri(1)
- Bert Romp, cavaliere olandese (Veendam, n. 1958 - Tilburg, † 2018)

## Direttori d'orchestra(1)
- Bertrand de Billy, direttore d'orchestra francese (Parigi, n. 1965)

## Farmacisti(1)
- Bertrand Pelletier, farmacista e chimico francese (Bayonne, n. 1761 - Parigi, † 1797)

## Filosofi(1)
- Bertrand de Jouvenel, filosofo, politico e economista francese (Parigi, n. 1903 - Parigi, † 1987)

## Fisici(1)
- Bertrand Halperin, fisico statunitense (n. 1941)

## Generali(2)
- Bertrand Clauzel, generale e politico francese (Mirepoix, n. 1773 - Cintegabelle, † 1842)
- Bertrand du Guesclin, generale francese (Motte de Broons, n. 1320 - Châteauneuf-de-Randon, † 1380)

## Giocatori di poker(1)
- Bertrand Grospellier, giocatore di poker e videogiocatore francese (n. 1981)

## Giuristi(1)
- Bertrand d'Argentré, giurista francese (Vitré, n. 1519 - Cesson, † 1590)

## Imprenditori(1)
- Bertrand Badré, imprenditore francese (Versailles, n. 1968)

## Ingegneri(1)
- Bertrand Meyer, ingegnere francese (Parigi, n. 1950)

## Insegnanti(1)
- Bertrand Westphal, docente francese (Strasburgo, n. 1962)

## Judoka(1)
- Bertrand Damaisin, ex judoka francese (Lione, n. 1968)

## Medaglisti(1)
- Bertrand Andrieu, medaglista francese (Bordeaux, n. 1761 - Parigi, † 1822)

## Militari(2)
- Bertrand Jochaud du Plessix, militare e aviatore francese (Nantes, n. 1902 - Gibilterra, † 1940)
- Bertrand d'Ogeron de La Bouëre, militare francese (Rochefort-sur-Loire, n. 1613 - Parigi, † 1676)

## Nobili(1)
- Bertrand Russell, nobile, filosofo e logico britannico (Trellech, n. 1872 - Penrhyndeudraeth, † 1970)

## Nuotatori(1)
- Bertrand Venturi, nuotatore francese (Sète, n. 1985)

## Pallamanisti(1)
- Bertrand Gille, ex pallamanista e dirigente sportivo francese (Valence, n. 1978)

## Pallavolisti(1)
- Bertrand Carletti, pallavolista francese (Tolone, n. 1982)

## Piloti automobilistici(1)
- Bertrand Gachot, ex pilota automobilistico belga (Lussemburgo, n. 1962)

## Politici(2)
- Bertrand Barère, politico e rivoluzionario francese (Tarbes, n. 1755 - Tarbes, † 1841)
- Bertrand Delanoë, politico francese (Tunisi, n. 1950)

## Politologi(1)
- Bertrand Badie, politologo francese (Parigi, n. 1950)

## Produttori discografici(1)
- Bertrand Burgalat, produttore discografico, compositore e musicista francese (Bastia, n. 1963)

## Registi(4)
- Bertrand Blier, regista e sceneggiatore francese (Boulogne-Billancourt, n. 1939 - Parigi, † 2025)
- Bertrand Bonello, regista, sceneggiatore e compositore francese (Nizza, n. 1968)
- Bertrand Mandico, regista e sceneggiatore francese (Tolosa, n. 1971)
- Bertrand Tavernier, regista, sceneggiatore e produttore cinematografico francese (Lione, n. 1941 - Sainte-Maxime, † 2021)

## Rugbisti a 15(1)
- Bertrand Fourcade, rugbista a 15, allenatore di rugby a 15 e dirigente sportivo francese (Laloubère, n. 1942 - Nantes, † 2024)

## Sociologi(1)
- Bertrand Méheust, sociologo, saggista e ufologo francese (n. 1947)

## Traduttori(1)
- Bertrand Bouvier, traduttore, grecista e scrittore svizzero (Zurigo, n. 1929 - Ginevra, † 2025)

## Senza attività specificata(4)
- Bertrand de Comps (Comps-sur-Artuby - Terra santa, † 1240)
- Bertrand de Blanchefort, cavaliere medievale francese († 1169)
- Bertrand de Poulengy, cavaliere medievale e nobile francese
- Bertrand de Thessy, francese (Francia - Terra santa, † 1231)